# عمق اختراق لندن
عمق اختراق لندن في مجال الموصلية الفائقة هو مقدار فيزيائي تميز مقدار المسافة التي يستطيع فيها الحقل المغناطيسي اختراق الموصل الفائق ، وتصبح قيمته من مضاعفات {\displaystyle e^{-1}} بالنسبة للحقل المغناطيسي على سطح الموصل الفائق.
يرمز لهذا المقدار بالرمز لامدا {\displaystyle \lambda } أو {\displaystyle \lambda _{L}} وتتراوح قيمته نمطياً بين 50 إلى 500 نانومتر. كانت لمساهمات فريتز وهاينز لندن دور كبير في صياغة المعادلات المفصلة لعمق الاختراق المغناطيسي.
يعبر هن هذا المفهوم رياضياً
{\displaystyle \lambda _{L}={\sqrt {\frac {m}{\mu _{0}nq^{2}}}},}
حيث تشير الرموز التالية بالنسبة لحامل الشحنة: {\displaystyle m} الكتلة؛ و{\displaystyle n} الكثافة العددية؛ و{\displaystyle q} الشحنة الكهربائية